# Salmia 2
Salmia 2 (ou Salmia II) est un quartier de classe moyenne situé à l'est de Casablanca et y est délimité par l'autoroute de Safi A1.

## Histoire
Le complexe immobilier Salmia 2 fut construit par le promoteur immobilier Hilla.
À la fin de l'année 1978, ce promoteur a fini les procédures administratives malgré l'opposition des autorités locales au projet qui a vu le jour par une autorisation privée de Rabat. Ensuite, les infrastructures, particulièrement les réseaux des eaux usées, les réseaux d'eau potable, les réseaux d'électricité et les réseaux routiers, ont été faits avec une grande vitesse. Malheureusement Hilla a oublié la construction des espaces publics qui sont très coûteux, et c'est pour cela que la grande majorité fut construite, après les grandes pressions des habitants encouragés par des honnêtes responsables, à la fin de l'exécution du projet.
En 1982, c'est le commencement des gros travaux, distribués aux sociétés et aux entreprises qui n'ont été ni spécialisés dans la construction des appartements ni dans l'exécution d'un programme immobilier dont tous ses technologies ont été importées de l'État de Californie aux États-Unis.  

## Éducation
Parmi ses établissements scolaires publics, on peut citer : les écoles primaires d'Ibnou Laamid, Mohamed Lfassi, Zerktouni, le collège de Moulay Sliman, le lycée Abdellah Guennoun, aussi à citer, l'établissement privé Al Ghazala.

## Bâtiments industriels
À proximité, on y retrouve l'une des importantes casses du Maroc (la ferraille Auto) qui constitue le principal marché de pièces de rechange d'automobiles dans le pays.
On citera aussi les nouveaux abattoirs de Casablanca, le marché de gros des fruits et légumes, celui des poissons à proximité, et prochainement celui des grains.
S'y trouve également le stade Tessema, stade du célèbre club du Raja de Casablanca et le club équestre de Lalla Meryem.

## Quartiers et boulevards voisins
Plusieurs quartiers voisinent avec Salmia 2 tels Salmia 1, Sbata, Houda, Al Andalous, Al Nassr, Lahraouiyine et Nour. 
Les boulevards voisins sont : Mohamed VI, Mekdad Lahrizi, Abdel Kader Essahraoui, Oued Eddahab et El Joulane.

## Démographie
Salmia 2 compte environ 40 000 habitants[réf. souhaitée], population relativement jeune.
Et Il faut considérer que la plupart de ces jeunes sont des chômeurs.

## Explosion
Aux environs de 8h30 le 11 mars 2009, le quartier de Salmia II a connu un réveil brutal.
En effet, les habitants ont été réveillés par une déflagration impressionnante due selon la police judiciaire, à l'explosion d'une bouteille de gaz située au sous-sol d'une salle de jeux.
Cette violente explosion aurait fait un mort et six blessés dont un grièvement. Ils ont tous été transportés à l'hôpital de Sidi Othmane.
Du côté des dégâts matériels, une agence bancaire a été totalement détruite et une dizaine de véhicules endommagés plus ou moins gravement.

## Transport en commun
- Grand Taxi en provenance de Place de la Victoire (Rue Khouribga) et Moulay Rachid (Quartier industriel) ;
- Carrosses du boulevard El Joulane ;
- Casabus : Lignes 11, 63, 604 et 72[2].